# Kraszewo (gromada w powiecie ciechanowskim)
Kraszewo – dawna gromada, czyli najmniejsza jednostka podziału terytorialnego Polskiej Rzeczypospolitej Ludowej w latach 1954–1972.
Gromady, z gromadzkimi radami narodowymi (GRN) jako organami władzy najniższego stopnia na wsi, funkcjonowały od reformy reorganizującej administrację wiejską przeprowadzonej jesienią 1954 do momentu ich zniesienia z dniem 1 stycznia 1973, tym samym wypierając organizację gminną w latach 1954–1972.
Gromadę Kraszewo z siedzibą GRN w Kraszewie utworzono – jako jedną z 8759 gromad na obszarze Polski – w powiecie ciechanowskim w woj. warszawskim, na mocy uchwały nr VI/10/1/54 WRN w Warszawie z dnia 5 października 1954. W skład jednostki weszły obszary dotychczasowych gromad Grabówiec, Kraszewo, Kownaty Borowe, Żochy() i Skarżynek (z wyłączeniem przysiółka Baby) ze zniesionej gminy Ojrzeń oraz obszar dotychczasowej gromady Łebki Wielkie ze zniesionej gminy Sońsk w tymże powiecie. Dla gromady ustalono 11 członków gromadzkiej rady narodowej.
31 grudnia 1959 z gromady Kraszewo wyłączono wsie Łebki Wielkie i Skarżynek oraz kolonie Łebki-Janusy i Łebki-Kryszpy, włączając je do gromady Nużewko w tymże powiecie, po czym gromadę Kraszewo zniesiono a jej (pozostały) obszar włączono do gromady Ojrzeń tamże.